# Bangu Atlético Clube
Bangu Atlético Clube je brazilský fotbalový klub sídlící na předměstí Bangu na západním okraji Rio de Janeira. Je účastníkem nejvyšší ligy státu Rio de Janeiro Campeonato Carioca a čtvrté nejvyšší celostátní soutěže Serie D, v klubovém žebříčku brazilské fotbalové konfeferace figuruje ke konci roku 2015 na 118. místě.
Klubové barvy jsou červená a bílá. Maskotem klubu je bobr, portugalsky castor, podle dlouholetého sponzora klubu, finančníka Castora de Andrade. Stadión v Bangu byl otevřen roku 1947, oficiálně se jmenuje na počest tehdejšího předsedy klubu Estádio Proletário Guilherme da Silveira, mezi fanoušky je znám jako Moça Bonita (Krásná paní).

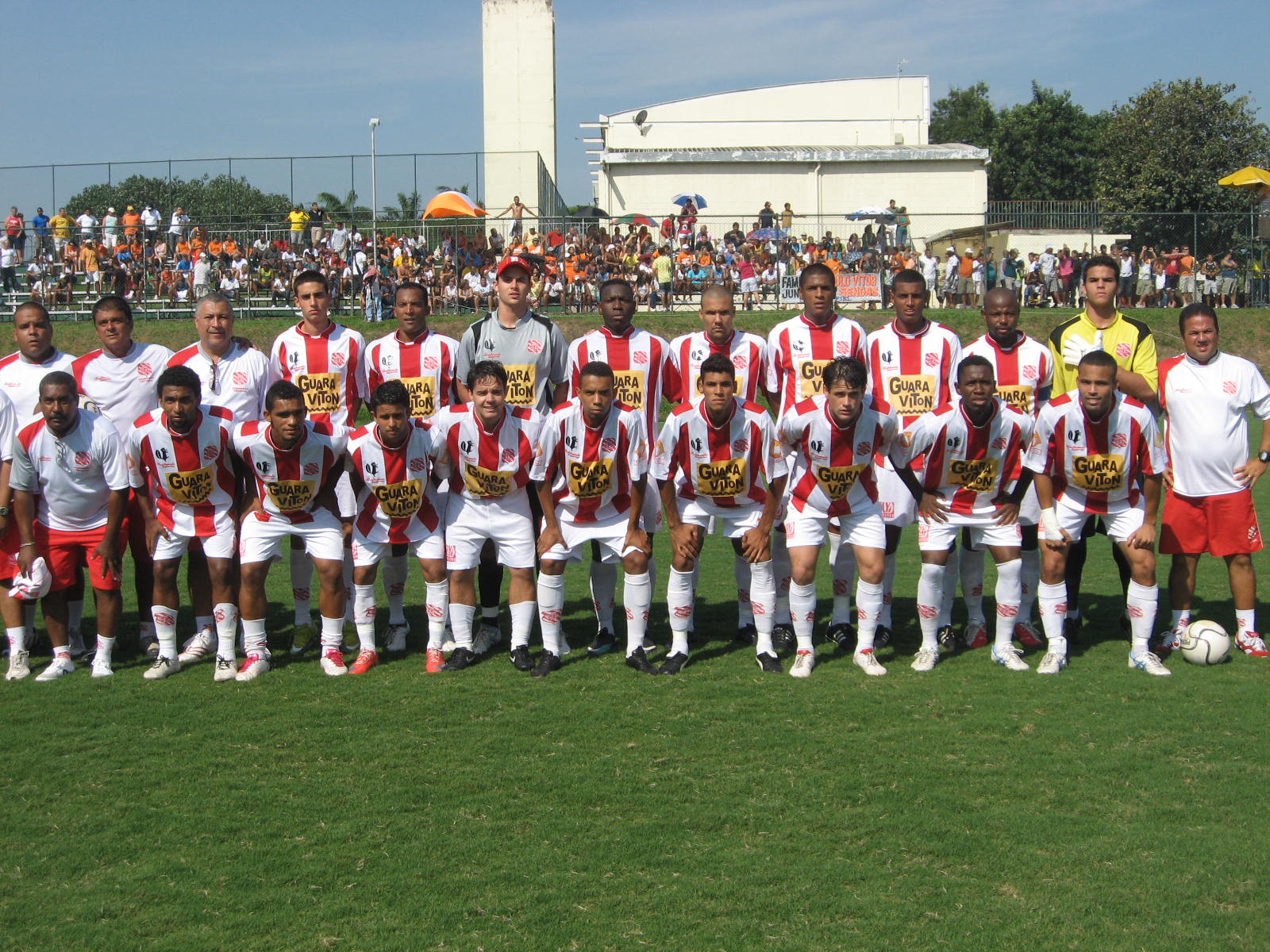
Kádr z roku 2010

Klub založili roku 1904 dělníci místní textilní továrny Fábrica Bangu, které vedl skotský barvíř Thomas Donohoe. Stal se prvním brazilským týmem, který přijímal za členy hráče všech ras. Mezi hráči klubu byli Fausto dos Santos (účastník mistrovství světa ve fotbale 1930), Zizinho (účastník mistrovství světa ve fotbale 1950), Zózimo (dvojnásobný mistr světa) a reprezentanti Ademir da Guia a Arturzinho.
Klub vyhrál Campeonato Carioca v letech 1933 a 1966 a Taça Rio 1987. Nejlepším výsledkem v brazilské nejvyšší soutěži bylo druhé místo v roce 1985, kterým si Bangu zajistilo účast v Poháru osvoboditelů 1986, kde vypadlo v základní skupině. V historické tabulce ligy figuruje na 40. místě. Na mezinárodní scéně se klub prosadil, když vyhrál první ročník International Soccer League v roce 1960, Pohár jihokorejského prezidenta v roce 1984 a mezinárodní turnaj BTV Cup ve Vietnamu v roce 2015. V roce 1967 působil v United Soccer Association pod hlavičkou Houston Stars (formát soutěže byl založen na systému franšíz přidělovaných americkým velkoměstům, za která ve skutečnosti hrály během letní přestávky přední zahraniční kluby).